# Штайнфельд (Нижня Саксонія)
Штайнфельд (нім. Steinfeld) — сільська громада в Німеччині, розташована в землі Нижня Саксонія. Входить до складу району Фехта .
Площа — 60 км2. Населення становить 10 316 ос. (станом на 31 грудня 2021).